# Jean-Pierre Demerliat
Jean-Pierre Demerliat, né le 8 mai 1943 à Saint-Martin-le-Vieux, est un homme politique français.

## Biographie
Il est maire de Saint-Martin-le-Vieux et président du Syndicat intercommunal pour l'aménagement du Bassin de l'Aixette.
Il est élu sénateur de la Haute-Vienne en 1990 après la mort de Louis Longequeue, puis réélu en 1995 et 2004. Il ne se représente pas en 2014.
Il est membre de la commission des affaires étrangères, de la défense et des forces armées du Sénat. Il est membre de la Délégation française à l’Assemblée Parlementaire de l’OTAN et du Conseil d’orientation de la mission interministérielle de vigilance et de lutte contre les dérives sectaires (MIVILUDES).
Au sein de son parti, il est premier secrétaire de la fédération PS de la Haute-Vienne de 1986 à 1991 et de 1996 à 2007. Démissionnaire le 12 juillet 2007, il est remplacé par une direction collégiale jusqu'en novembre 2008, composée de Marie-Françoise Pérol-Dumont, Alain Rodet, Jean-Paul Denanot, Laurent Lafaye, Stéphane Destruhaut et Ludovic Géraudie. Jean-Pierre Demerliat est membre du Conseil national du PS. Il a été membre du Bureau national du Parti socialiste de mai 2003 à juillet 2007.

## Mandats
- Sénateur de la Haute-Vienne de 1990 à 2014

## Autres fonctions
Il occupe la vice-présidence de l’Association des Maires et Élus (Association des maires de France ou AMF) de la Haute-Vienne. Il est membre du bureau de l’Union Départementale des Élus Socialistes et Républicains de la Haute-Vienne (UDESR).